# Erasmo Bartoli
Pour les articles homonymes, voir Bartoli.
Erasmo Bartoli ou Bartolo ou De' Bartoli (Gaeta, 4 mars 1606 – Naples, 15 juillet 1656) est un compositeur, organiste et pédagogue italien, dit aussi Padre Raimo ou Padre Erasmo.

## Biographie
Erasmo Bartoli était un religieux de l'Oratoire de Saint Philippe Néri et pour cette raison surnommé "Filippino". Il était organiste et enseignant à la Pietà dei Turchini à Naples, où il a eu comme élèves, entre autres, Giovanni Salvatore et Francesco Provenzale. La musique de Bartoli, d'inspiration palestrinienne a influencé également le jeune Giovanni Battista Pergolesi, qui a dit l'avoir entendue, un siècle plus tard, dans l'église des Pères de l'Oratoire (Philippins) de Naples.

## Œuvres
- Messa per S.Filippo Neri, per coro a 4 voci e complesso strumentale
- Mottetti per le Quarantore